# Luis Antonio Nova Rocha
Luis Antonio Nova Rocha (* 30. Juli 1943 in Subachoque; † 9. April 2013) war Bischof von Facatativá. 

## Leben
Luis Antonio Nova Rocha studierte 1962/63 Philosophie am Priesterseminar der Erzdiözese Tunja und 1964 am Priesterseminar von Medellín. Am Colegio Aloysiano in Bogotá und an der Universidad Javeriana studierte er von 1965 bis 1968 Theologie. Papst Paul VI. selbst weihte ihn am 22. August 1968 während des XXXIX. Internationalen Eucharistischen Kongresses in Bogota zum Priester. 
Er war Pfarrvikar in Nocaima (1969–1970), Pfarrer in La Vega (1970–1975) und in Madrid (1975–1982). Von 1980 bis 1983 war er als Vikar der Verwaltung tätig. Am römischen Alphonsianum studierte er von 1983 bis 1985 Moraltheologie. Von 1985 bis 1994 hatte er gleichzeitig verschiedene diözesane Ämter inne, wie das des Schatzmeisters, Direktor von Granjas Infantiles del Padre Luna und Lehrer am Kleinen Seminar. Von 1994 bis 2000 war er Professor am Großen Seminar von Bogotá sowie seit 1994 Rektor des Großen Seminars von Facatativá. 
Papst Johannes Paul II. ernannte ihn am 15. Februar 2002 zum Titularbischof von Equizetum und Weihbischof in Barranquilla. Die Bischofsweihe spendete ihm der Bischof von Facatativá, Luis Gabriel Romero Franco, am 9. März desselben Jahres; Mitkonsekratoren waren Beniamino Stella, Apostolischer Nuntius in Kolumbien, und Jesús Rubén Salazar Gómez, Erzbischof von Barranquilla.
Am 13. November 2010 wurde er durch Papst Benedikt XVI. zum Bischof von Facatativá ernannt und am 22. Januar des nächsten Jahres in das Amt eingeführt.